# Sophus Vilhelm Claudi
Sophus Vilhelm Claudi (5. maj 1818 i Aalborg – 14. februar 1891) var en dansk stiftsprovst og politiker.
Hans forældre var klokker Julius Marcowitz Claudi og Maren Mørch. Han blev student fra Aalborg Katedralskole 1835, cand. theol. 1840, var lærer i Aalborg, dernæst præst i Varde 1853. 1858 blev Claudi provst for Skads samt Vester og Øster Horne Herreder og 26. maj 1867 Ridder af Dannebrog.
Han var 1869-72 medlem af Ribe Byråd, formand for Overformynderiets lånebestyrelse i Ribe Amt, blev valgt til landstingsmand for 11. kreds 1878. Den hidtidige landstingsmand, C.A. Kjær, var død 1877, og året efter blev det afholdt suppleringsvalg i kredsen. Claudi stillede op, men fik 15 stemmer færre end gårdejer Anders Jensen Clausager. 7 måneder senere vandt han dog mandatet ved det ordinære valg. 1880-81 var han en af tingets sekretærer, men ved valget 1886 trak han sig tilbage fra politik.
Han foretog i 1882 af helbredshensyn en rejse til Vichy. 1883 blev han Dannebrogsmand og tog afsked 1884, hvorpå han flyttede til København.
Claudi blev gift 1. gang i Frederiksberg Kirke 1. september 1838 med Catharina Ivan Dolgoruchi (24. december 1810 – 7. december 1883), datter af kok Ivan Dolgoruchi, 2. gang 16. december 1884 med Thora Augusta Nielsen (16. august 1838 i København), datter af skibsfører Peter Nielsen og Johanne Catrine Bidstrup.